# Arado L II
Arado L II — німецький двомісний туристичний моноплан 1920-х з високим крилом.
У 1930 перероблена версія зі складними крилами та вдосконаленою ходовою частиною L IIa вперше здійснила політ, і чотири екземпляри взяли участь у Challenge International de Tourisme 1930, починаючи з аеропорту Берлін-Темпельгоф, але жодного місця здобуто не було, і один розбився на початку гонки. Два екземпляри брали участь у Deutschlandflug у 1931.

## Технічні характеристики (L IIa)
Дані з German Aviation 1919 – 1945
Загальні характеристики
- Екіпаж: один льотчик
- Пасажиромісткість: один пасажир
- Довжина: 6,72 м (22 фут 1 дюйм)
- Розмах: 11,00 м (36 фут 1 дюйм)
- Висота: 2,30 м (7 фут 7 дюйм)
- Площа крила: 17,0 м2 (183 фут2)
- Порожня вага: 415 кг (915 фунт)
- Повна вага: 700 кг (1 543 фунт)
- Силова установка: 1 × Argus As 8R[en] , 60 кВт (80 к. с.)

Льотні характеристики
- Максимальна швидкість: 160 км/год (99 миля/год; 86 вуз)
- Дальність: 700 км (435 миля; 378 морська миля)
- Практична стеля: 2,000 м (7 фут)
- Швидкопідйомність: 2,1 м/с (410 фут/хв)